# Associazione Calcio Cuneo 1905 Olmo
La Associazione Calcio Cuneo 1905 Olmo es un club de fútbol de Italia, con sede en Cúneo, en la región de Piamonte. Fue fundado en 1905 y refundado en varias ocasiones. Compite en la Eccellenza Piemonte-Valle d'Aosta, quinta categoría del fútbol italiano.

## Historia
Fue fundado en el año 1905 en la ciudad de Cuneo, en Piamonte con el nombre US Alta Italia, en cual usaron hasta 1948, año en que lo cambiaron por su nombre actual.
Han jugado en la Serie C entre 1938 a 1943 y de 1946 a 1948, y jugó en la Serie B en la temporada 1945/46 bajo el nombre Cuneo Sportiva. también ha jugado en la Serie C2 de 1989 a 1992 y entre 2005 a 2008 en la Lega Pro Seconda Divisione, donde estuvieron hasta su descenso en la temporada 2015/16 luego de perder en el repechaje ante el Mantova FC.
En 2019, tras descender a la Serie D en la temporada 2018-19, el club decidió no inscribirse en esta competición. Por eso, en agosto del mismo año fue fundada otra entidad, nombrada Associazione Sportiva Dilettantistica Cuneo Football Club, que se inscribió en la Terza Categoria (noveno y último nivel del sistema de ligas de fútbol de Italia), siendo presidente el empresario Mario Castellino.

## Palmarés

### Torneos nacionales
- Campeonato de Serie D (1): 2010-11

### Torneos interregionales
- Serie C (1): 1941-42 (Grupo D)
- Serie D (4): 2004-05 (Grupo A), 2010-11 (Grupo A), 2014-15 (Grupo A), 2016-17 (Grupo A)
- Campionato Interregionale (1): 1988-89 (Grupo A)

### Torneos regionales
- Eccellenza Piemonte-Valle d'Aosta (1): 1996-97 (Grupo B)
- Promozione Piemonte-Valle d'Aosta (1): 1974-75 (Grupo B)
- Prima Categoria Piemonte-Valle d'Aosta (1): 1963-64 (Grupo B)
- Seconda Divisione Piemonte (1): 1933-34
- Terza Divisione Piemonte (1): 1926-27 (Grupo D)
- Quarta Divisione Piemonte (1): 1924-25